# Johann Andreas Fabricius

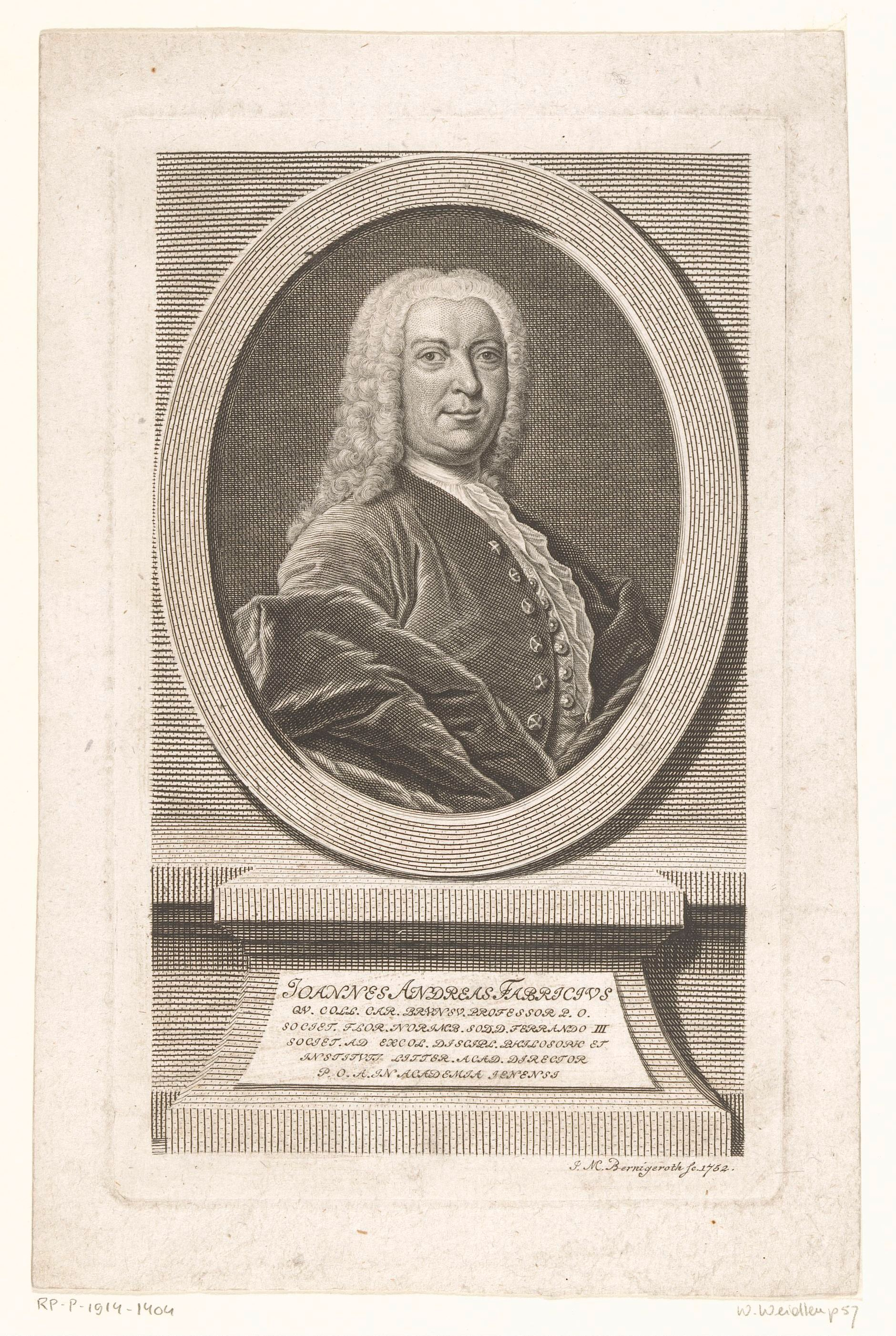
Johann Andreas Fabricius

Johann Andreas Fabricius (* 18. Juni 1696 in Dodendorf bei Magdeburg; † 28. Februar 1769 in Nordhausen) war ein deutscher Lehrer und Gelehrter der Sprachwissenschaft. Als Ferrando III. Eisenkraut war er Mitglied im Pegnesischen Blumenorden.

## Leben
Fabricius studierte in Leipzig und Helmstedt Theologie. In Leipzig war er Mitglied des von August Hermann Francke mitgegründeten pietistischen Bibel-Lesekreises Collegium Philobiblicum. Der Redner-Gesellschaft gehörte er 1715 bis 1718 an.
Im Jahre 1722 stellte er seine Disputation De summa hominis in hac vita felicitate („Über die höchste dem Menschen in diesem Leben erreichbare Glückseligkeit“) vor, was eine starke rationale und wirklichkeitsbezogene Auffassung ahnen lässt. So wurde er Mitglied der Leipziger „Teutschen Gesellschaft“, die unter dem Einfluss von Johann Christoph Gottsched und Johann Friedrich May stand.
In den Jahren 1724 trat er durch Veröffentlichung einer philosophischen Redekunst und 1728 über eine moralische Erkenntnis im Rahmen der Vernunft hervor, was einen Einfluss von Christian Wolff zeigt. Denn dieser hatte einen Weg aufgezeigt, wie man mit Verstand und Vernunft ein überzeugter Christ sein konnte. 1733 veröffentlichte er eine Schrift zur Logik.
Als Adjunkt der Philosophischen Fakultät fand er 1734 an der Universität Jena eine Tätigkeit. Nach Braunschweig kam er 1740 an die Katharinenschule, deren Rektor er wurde. Einen Ruf an die Universität Gießen als Professor für Redekunst und Poesie lehnte er 1741 ab. In den Pegnesischen Blumenorden trat er 1743 ein.
Seit 1745 lehrte er als Professor am Collegium Carolinum Philosophie. Herzog Karl I. von Braunschweig entließ ihn aus dem Dienst, als er seine Kollegen öffentlich kritisiert hatte. So kehrte er nach Jena an die Universität zurück und wurde 1753 Rektor des Gymnasiums in Nordhausen.
Er gehörte zu den Wegbereitern der Ausbildung der deutschen Sprache und ihrer Anwendung in der Wissenschaft, was eine Umwälzung im Verständnis der Gelehrten bedeutete.

## Werke
- Philosophische Oratorie. Das ist: vernuenftige Anleitung zur gelehrten und galanten Beredsamkeit. 1724 (Digitalisat und Volltext im Deutschen Textarchiv), Kronberg 1974, ISBN 3-589-15004-1.
- Vernünftige Gedanken von der moralischen Erkänntnis der menschlichen Gemüther. 1728.
- Specimen orthographiae Teutonicae demonstratae. 1733.
- Sacra Novi Test. Tropologia. Jena 1736.
- Philosophische Redekunst. Leipzig 1739.
- Vertrauter Brieff-Wechsel über einige unvernünftge Recensiones in den Altonaischen so genannten gelehrten Zeitungen. Freyburg 1746.
- Abriss einer allgemeinen Historie der Gelehrsamkeit. 3 Bände, Leipzig 1752–1754.